# Going History
《Going History》是日本女性聲優林原惠的第10張單曲。1995年12月6日由STARCHILD（King Records旗下公司）發行。

## 解說
- 同名標題曲「Going History」是聲優林原惠於TBS廣播主持的電台節目《MEGU OMO 上街去吧》中，在單元廣播劇《秀逗魔導士EX.》選用的片頭主題曲。
- 於發行林原惠的專輯《Bertemu》發行之際，為宣傳而製作此曲的音樂錄影帶。順帶一提此影像作為珍藏影片（お宝ビデオ），收錄於林原惠精選輯《VINTAGE S（日语：VINTAGE S）》的初回限定版。

## 收錄曲
所有歌曲由有森聰美作詞、佐藤英敏作曲、小野澤篤編曲。
1. Going History
  - 廣播劇《秀逗魔導士EX.》片頭主題曲
2. 灼熱之戀（灼熱の恋） [3:58]
  - 廣播劇《秀逗魔導士EX.》片尾主題曲
3. Going History (Off Vocal Version)
4. 灼熱之戀 (Off Vocal Version)

## 收錄專輯
- Going History
《Bertemu》、《VINTAGE S（日语：VINTAGE S）》、《秀逗魔導士MEGUMIX》
- 灼熱之戀
《Bertemu》、《秀逗魔導士MEGUMIX》